# Maury Tigner
Maury Tigner (* 22. April 1937 in New York City) ist ein US-amerikanischer Physiker, der sich mit Teilchenbeschleunigerphysik und experimenteller Elementarteilchenphysik befasst.

## Leben
Tigner studierte Physik am Rensselaer Polytechnic Institute (Bachelor-Abschluss 1958) und wurde 1964 an der Cornell University promoviert. Er blieb an der Cornell University, wo er 1977 Professor für Physik wurde. Seit 1994 ist er dort Professor Emeritus. Er baute dort (nach einem Aufenthalt am DESY bei Björn Wiik) den Elektron-Positron-Collider CESR (Cornell Electron Storage Ring) auf, der 1979 in Betrieb ging. Nach seiner Emeritierung 1994 war er sechs Jahre am Institut für Hochenergiephysik der Chinesischen Akademie der Wissenschaften in Peking, als dort gerade eine neue Stufe des BEPC (Beijing Electron Positron Collider) aufgebaut wurde. Seit 2000 ist er Direktor des Labors für Elementarteilchenphysik an der Cornell University.
Er leitete die Entwurfsstudie für den Superconducting Super Collider (er leitete die Central Design Group des SCC am Lawrence Berkeley National Laboratory ab 1984) und für den Next Linear Collider.
Tigner ist außerdem seit 1991 Mitglied der American Academy of Arts and Sciences und seit 1993 auch der National Academy of Sciences. 2000 erhielt er den Robert R. Wilson Prize und 2005 den Leo Szilard Lectureship Award der American Physical Society.